# Zajeziorze (gmina Kikół)
Zajeziorze – wieś w Polsce, położona w województwie kujawsko-pomorskim, w powiecie lipnowskim, w gminie Kikół.

## Podział administracyjny
W latach 1975–1998 miejscowość należała administracyjnie do województwa włocławskiego.

## Demografia
Według Narodowego Spisu Powszechnego (III 2011 r.) wieś liczyła 230 mieszkańców. Jest, wespół ze wsią Trutowo (230 mieszkańców), jedenastą co do wielkości miejscowością gminy Kikół.